# 哈卡班巴山
9°19′19″S 77°19′15″W / 9.32194°S 77.32083°W

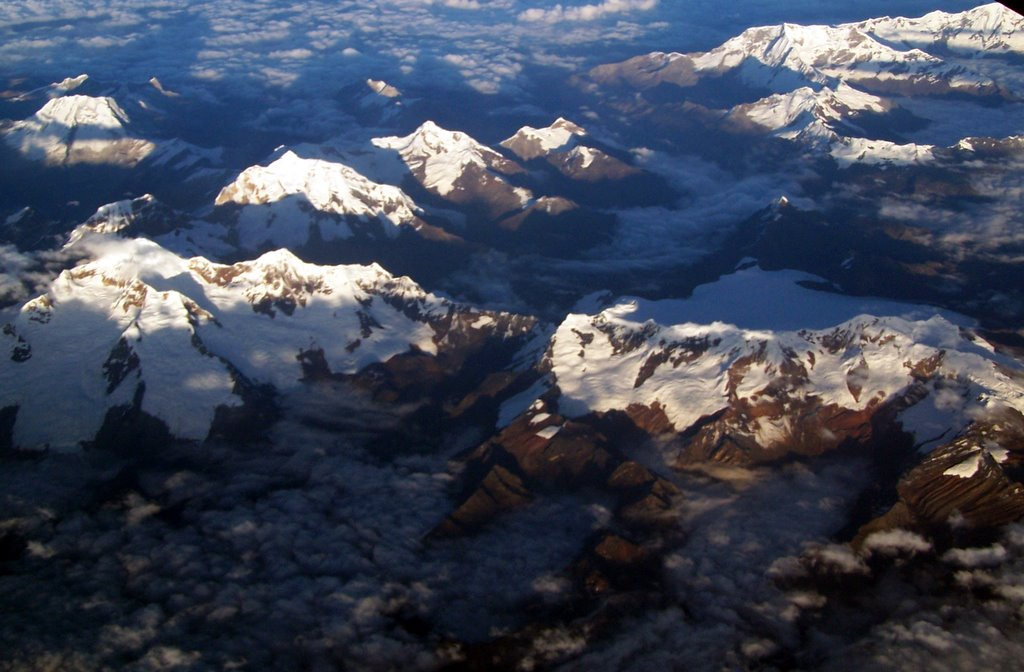

哈卡班巴山（Jacabamba），是秘魯的山峰，位於該國北部安卡什大區，屬於安第斯山脈中布蘭卡山脈的一部分，北面是佩爾利利亞山，南面是欽切山，海拔高度5,500米。